# San Juan del Olmo
San Juan del Olmo és un municipi de la província d'Àvila, a la comunitat autònoma de Castella i Lleó.